# Карлинський Аврам Єфремович
Аврам Єфремович Карлинський (18 вересня 1923, Козелець Козелецького повіту Чернігівської губернії — 31 травня 2015) — відомий науковець, доктор філологічних наук, спеціаліст із загального мовознавства, соціолінгвістики, теорії мовних контактів, професор Казахського університету міжнародних відносин та світових мов імені Абилай хана. Учасник Другої світової війни (1941-1945), повернувся з фронту у званні підполковника.

## Освіта, вчені ступені, звання
У період із 1947 по 1952 рр. навчався на романо-німецькому відділенні Київського державного університету ім. Т. Шевченка.
1967 року в Мінську захистив кандидатську дисертацію «Нарис німецько-слов'янських мовних контактів: IX—XI століття».
У 1980 році у Києві захистив докторську дисертацію на тему «Основи теорії взаємодії мов та проблема інтерференції» (спеціальність: 10.02.19). - Теорія мови).
1982 року присвоєно науковий ступінь доктора філологічних наук, а 1985 року — звання професора.

## Трудова діяльність
1952-1954 - школа № 64, вчитель німецької мови.
1954-1957 - відділ навчальних закладів управління Амурської залізниці, шкільний інспектор.
1957-1970 - викладач кафедри, завідувач кафедри романо-німецької філології, декан факультету заочного навчання Алматинського педагогічного інституту іноземних мов.
1980-1990 - завідувач кафедри німецької мови (2-а, спеціальність).
1990-1994 - завідувач кафедри німецької мови та літератури.
1994-2002 - професор кафедри лінгвістичної теорії та фонетики німецької мови, професор кафедри німецької філології.
з 1997 року - член першої в Казахстані спеціалізованої вченої ради з теорії мови (10.02.19) при Казахському національному університеті імені аль-Фарабі.

## Наукова діяльність
Автор 116 наукових публікацій, у тому числі монографії «Основи теорії взаємодії мов» (1990), що вийшла у світ у видавництві «Рилим» (Академія наук КазРСР, Ін-т мовознавства). «Його монографія останніх років стала вкладом у національну філологію і підтвердила високий рівень наукової та педагогічної кваліфікації, що прирівнювало Аврама Єфремовича до визнаних метрів казахстанської лінгвістики».
Професор Елеонора Сулейменова в «Нарисах про лінгвістах» [Архівовано 27 жовтня 2021 у Wayback Machine.] зазначає: «Який же головний фокус робіт А. Є. Карлинського? … це взаємодія мов у найширшому плані — від типів мовних контактів та видів білінгвізму, від когнітивної суті мови та свідомості до параметрів існування мовної спільності, від психолінгвістичного та соціолінгвістичного розуміння мовного чуття та проявів інтерференції до методичної типології навчального матеріалу…».
Його трудова діяльність як спеціаліст у галузі контактології була пов'язана зі створенням перших монографій з теорії інтеркаляції. Багато сил та праці було вкладено у розробку теорії мовних контактів, де порушував питання про новий підхід до проблеми в умовах казахсько-російської двомовності.
Плодами його невтомних праць стали чудово захищені студентські дипломні роботи, велика кількість наукових статей і, звичайно ж, кандидатські та докторські дисертації.

## Праці
1. Карлинский А. Е. Сравнительно-сопоставительное изучение языков: интерференция. — Алма-Ата, 1989
2. Карлинский А. Е. Основы теории взаимодействия языков. — Алматы, 1990
3. Карлинский А. Е. Принципы, методы и приемы лингвистических исследований. — Алматы, 2003
4. Карлинский А. Е. Избранные труды по теории языка и лингводидактике — Алматы, 2007
5. Карлинский А. Е. Методология и парадигмы современной лингвистики. — Алматы, 2009
6. Карлинский А. Е. Взаимодействие языков: билингвизм и языковые контакты — Алматы, 2011